# Montserrat Melero
Montserrat Melero (Santa Coloma de Gramenet, 1977) és una soprano lleugera catalana. Va fer estudis de piano i va participar en el cor de veus blanques del conservatori de la seva ciutat natal. Sota la tutela de Cèsar Puente, va finalitzar els seus estudis al Conservatori Municipal de Música de Barcelona.
Ha rebut classes de Pierre Fleta, Mady Mesplé i Enedina Lloris amb qui ha pogut perfeccionar el repertori de soprano lleugera. També ha rebut el mestratge de Montserrat Caballé i Jaume Aragall, entre d'altres. Obtingué el seu primer paper d'òpera en guanyar el Concurs Mirna Lacambra en el paper de Lucia de l'òpera Lucia di Lammermoor de Gaetano Donizetti.
El 2002, formà part de l'elenc en l'obra operística que retrata la personalitat del Marquès de Sade, Els Contes de Sade, d'Enric Ferrer, interpretant els rols de la soprano en escena. Va ser estrenada al Teatre Malic al Festival d'Òpera de Butxaca de Barcelona. El 2003, al 41è Concurs Internacional de Cant Francesc Viñas, guanyà el premi Audició Gran Teatre del Liceu.